# Bahía de Englishman
Bahía de Englishman (en inglés: Englishman's Bay; literalmente "Bahía del hombre inglés") Es una bahía y playa aislada en la costa de sotavento de la isla de Tobago, entre Castara y Parlatuvier en Trinidad y Tobago. A pesar de que bahía no suele mostrar un gran número de bañistas como las playas del oeste de Tobago si lo hacen, se le considera una de la más hermosas de la isla. La playa en sí es tiene forma de media luna, coronada por dos promontorios muy boscosos que descienden desde la principal cordillera de Tobago. La arena comienza inmediatamente después de que el bosque termina y es de poca profundidad y algo tosca.